# ニッコロ・チルチニャーニ

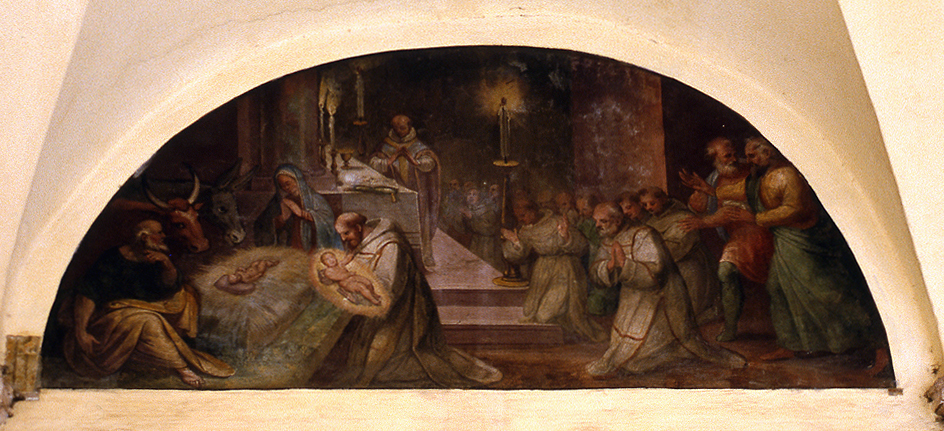
チルチニャーニ作のローマのReal Academia de España en Romaの装飾画

ニッコロ・チルチニャーニ（Niccolò Circignani、名前は Nicolò とも、姓は Cercignaniや Cincignani、Cirgnaniとも、1530年ころの生まれ、1597年末から1599年の間に没）は16世紀イタリアの画家である。出身地から「ポマランチオ(il Pomarancio)」と呼ばれた。イタリア中部のウンブリアの各都市やローマで働いた。

## 略歴
イタリア中部、トスカーナのポマランチェで生まれた。出身地からポマランチオの通称で呼ばれたが、別の2人の画家、息子のAntonio Circignani(1569/1572-1629/1629)と Cristoforo Roncalli(1552-1626)もポマランチオの通称で呼ばれている。その生い立ちはほとんど知られていない。1530年ころの生まれであると推定されているが、ジョルジョ・ヴァザーリの『画家・彫刻家・建築家列伝』の1568年版に若い画家として言及されている 。はじめダニエレ・ダ・ヴォルテッラ(1509-1566)の弟子で後にフィレンチェ出身のサンティ・ディ・ティート(Santi di Tito: 1536–1603)の弟子になった 。1562年から1563年にサンティ・ディ・ティート、ジョヴァンニ・デ・ヴェッキ(Giovanni de Vecchi:1536-1614)とヴァチカンで壁画制作に参加したことが記録されている。
その後ウンブリアのチッタ・デッラ・ピエーヴェに移り、1567年に結婚し、後に画家になるアントニオを含む6人の子供が生まれた。1564年末にフランドル出身の画家、ヘンドリク・ファン・デン・ブルークとウンブリアのオルヴィエートで画家のグループを作った。1555年から1556年の間はオルヴィエートの聖堂を装飾する仕事をし、1568年にペルージャの教会の壁画を描き1569年にパニカーレでも働いた。その後もウンブリアで多くの仕事をした。
1579年にローマに戻りヴァチカンの天文台(Torre Gregoriana)の装飾をマタイス・ブリル(Matthijs Bril: 1550-1583)と行うなどの仕事をした 。
1596年にウンブリアのカーシアで最後に記録に残る作品を残した後、1597年末から1599年の間にチッタ・デッラ・ピエーヴェで没したとされる。

## 作品

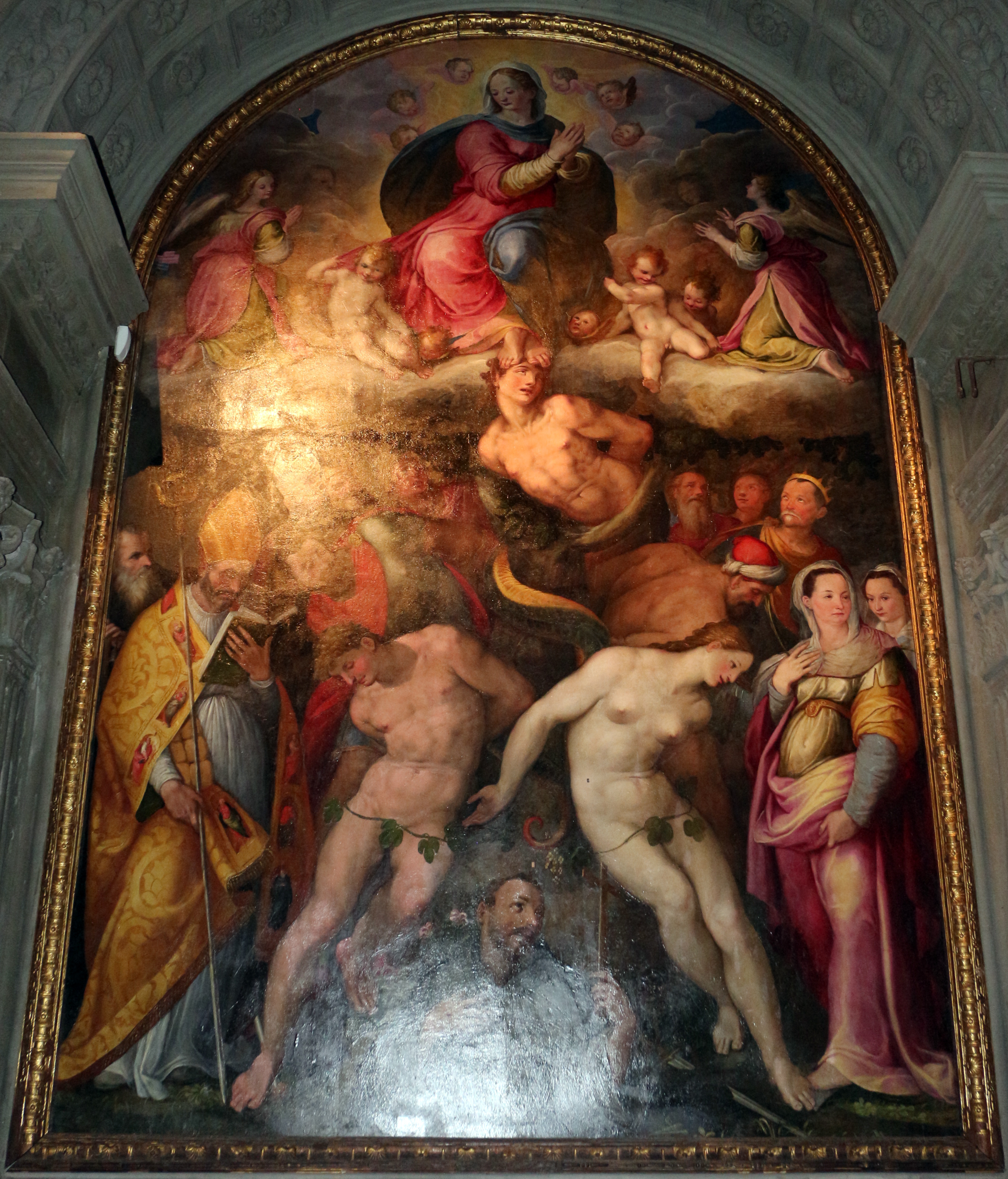
ヴォルテッラの聖堂の装飾画
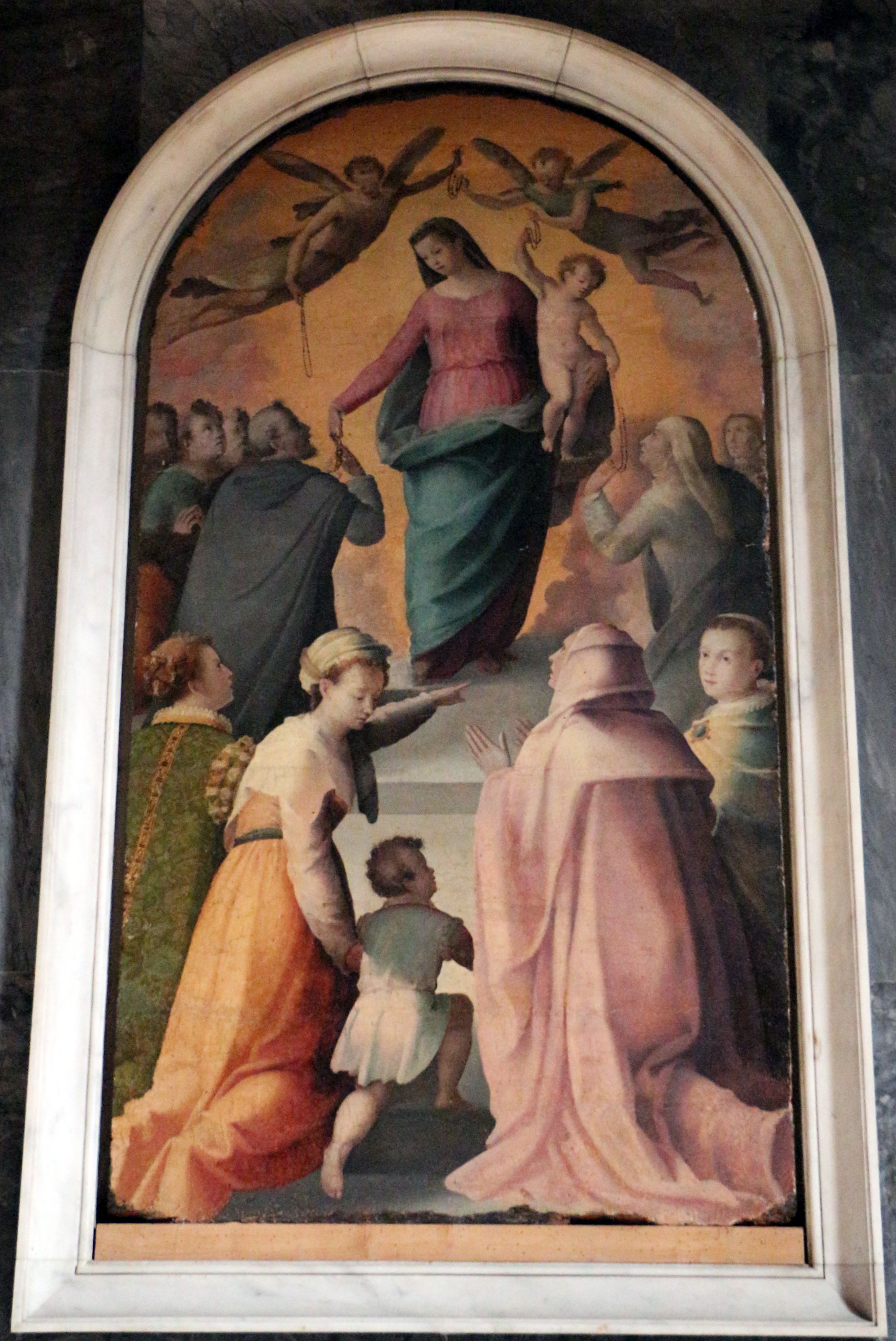
ポマランチェのサン・ジョヴァンニ・バッティスタ教会の装飾画
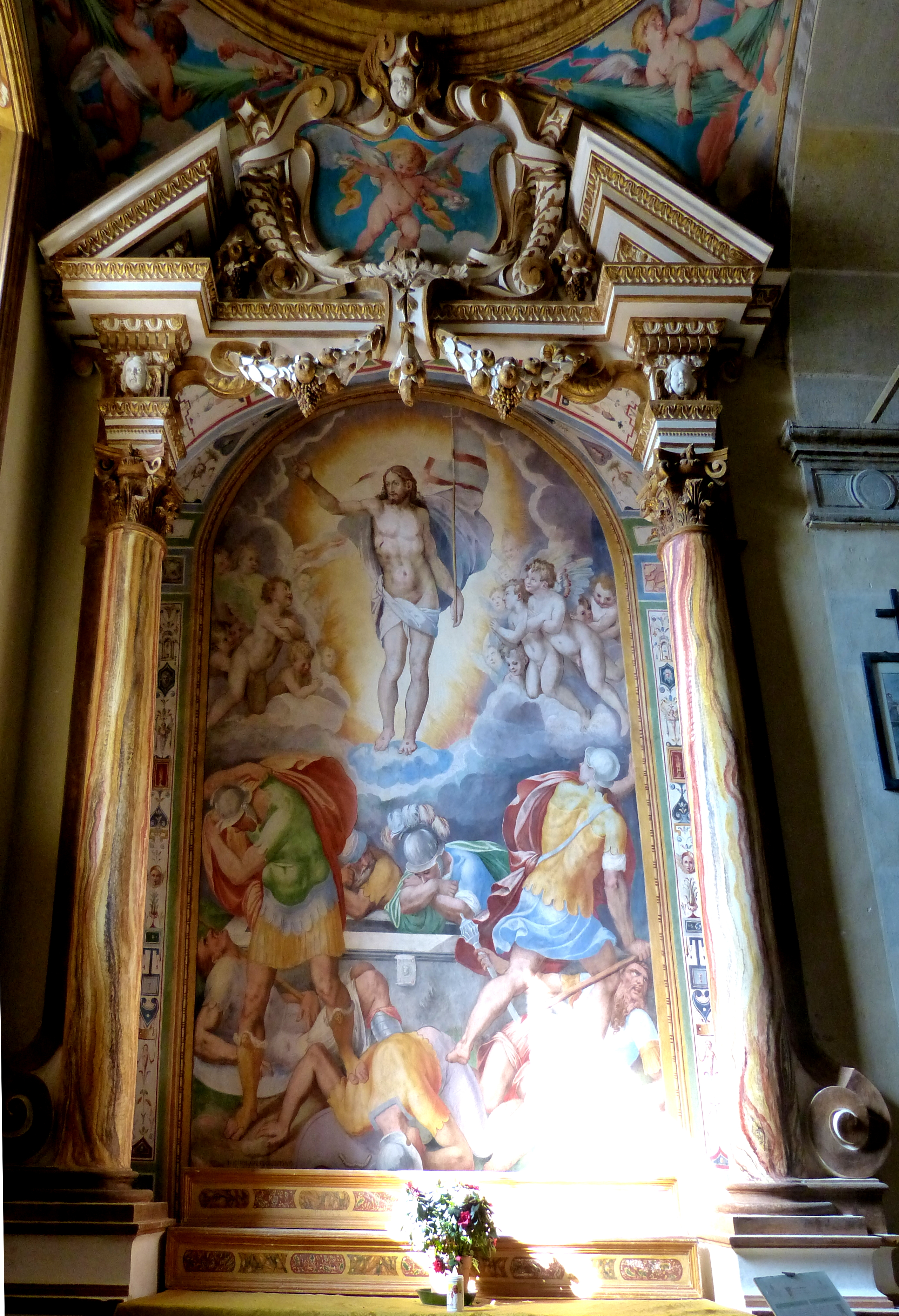
パニカーレの教会の装飾画